# Geografia del Ruanda

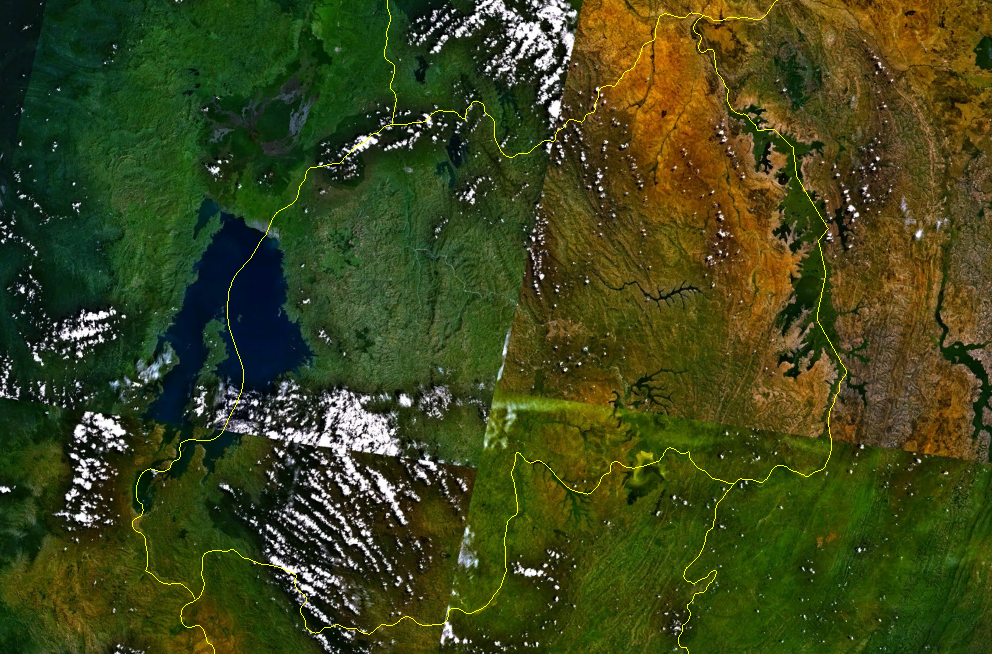
Immagine satellitare del Ruanda

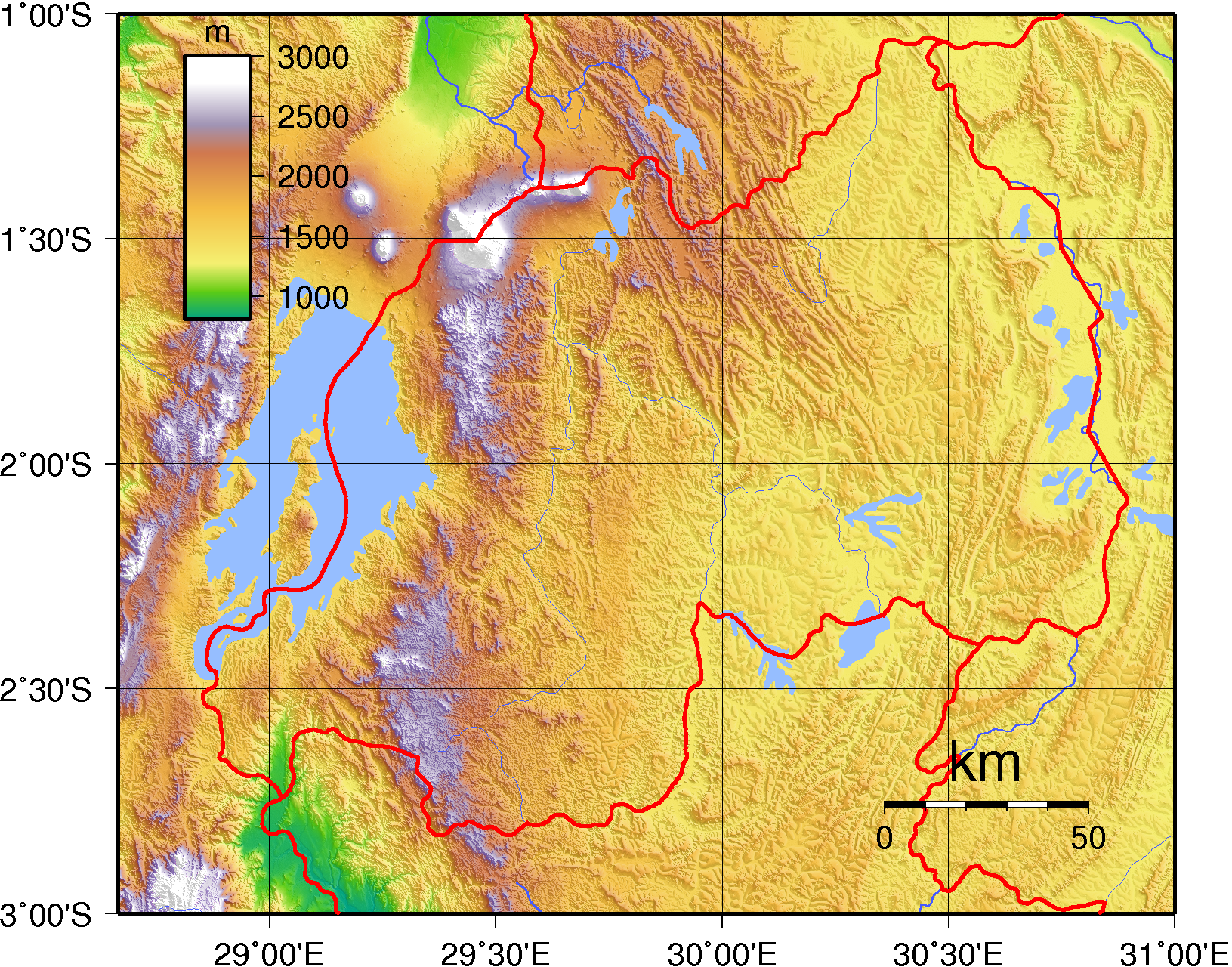
Topografia del Ruanda

Il Ruanda è un paese privo di sbocchi sul mare situato nell'Africa centrale, ad est della Repubblica Democratica del Congo. Il territorio, che si estende su una superficie di 26.338 chilometri quadrati (di cui 1.390 di specchi d'acqua), è caratterizzato da prati e colline. Il clima è temperato. Il Ruanda confina a sud con il Burundi e le frontiere con questo paese si estendono per 290 km, ad ovest con la Repubblica Democratica del Congo per 217 km, ad est con la Tanzania per 217 km, e a nord con l'Uganda per 169 km.

## Morfologia
Il Ruanda è un elevato altopiano coperto da praterie che si snodano su dolci colline. Le montagne più aspre si estendono a sud-ovest e a nord ovest dove è presente la catena dei Monti Virunga. Il territorio del paese rientra all'interno di due bacini idrografici: quello del fiume Congo nell'ovest e quello del Nilo che si estende nel Ruanda orientale.
A occidente il territorio digrada bruscamente verso il Lago Kivu, uno dei Grandi Laghi dell'Africa, e verso la valle del fiume Ruzizi che formano il confine occidentale con la Repubblica Democratica del Congo (ex Zaire) e costituiscono parte della Grande Rift Valley. Le pendici orientali sono più moderate, con dolci colline che si estendono al di là degli altipiani centrali e dove le quote si riducono gradualmente attraverso pianure, paludi, laghi fino alle regioni del confine orientale.
Fra i principali fiumi del paese vi è il Kagera che costituisce parte del confine con la Tanzania.
Il punto più basso del Ruanda è il fiume Ruzizi a 950 metri sul livello del mare. La quota massima è sulla vetta del vulcano Karisimbi a 4.507 metri.

## Clima
Anche se si trova a soli due gradi a sud dell'equatore, le alte quote che si registrano in Ruanda rendono il clima temperato. La media giornaliera delle temperature vicino al Lago Kivu, ad un'altitudine di 1.463 metri, è intorno ai 23 °C. Nel corso delle due stagioni delle piogge (febbraio-maggio e settembre-dicembre) pesanti acquazzoni si verificano quasi ogni giorno. Le precipitazioni medie annuali sono nell'ordine di 800 millimetri, ma sono generalmente maggiori nella zona occidentale e nord-occidentale del Ruanda in prossimità delle montagne, piuttosto che nelle savane orientali.

## Dati generali
Utilizzo del suolo :

terre coltivabili: 35% 

colture : 13% 

pascoli: 18% 

boschi e foreste : 22% 

altro : 12% (1993 stima) 
Terre irrigue : 40 km² (1993 stima)